# جونك محمد حسن (تشنار)
جونك محمد حسن (بالفارسية: جونک محمدحسن) هي قرية تقع في إيران في قسم تشنار الريفي. يقدر عدد سكانها بـ 38 نسمة بحسب إحصاء 2016.